# Herve
Herve (Waals: Heve; Limburgs: Herf) is een stad in de provincie Luik in België. De gemeente telt ruim 17.000 inwoners, de stad zelf zo'n 4.000. De wekelijkse markt vindt plaats op zaterdag.
De streek rond Herve is vooral bekend om zijn (Limburgse) Hervekaas. Ook het Hervens Zand is naar de plaats genoemd.
Herve lag tot 1795 in het hertogdom Limburg.

## Etymologie
De naam Herve komt van Arvia, wat (water-)stroom betekent. Als zodanig werd het geciteerd in 898 in de kroniek van de bisschoppen van Toul. De oorsprong van dit woord is Keltisch. Tegenwoordig rest nog een klein stroompje, de Ruisseau du Hac, een zijbeekje van de Magne.

## Geschiedenis

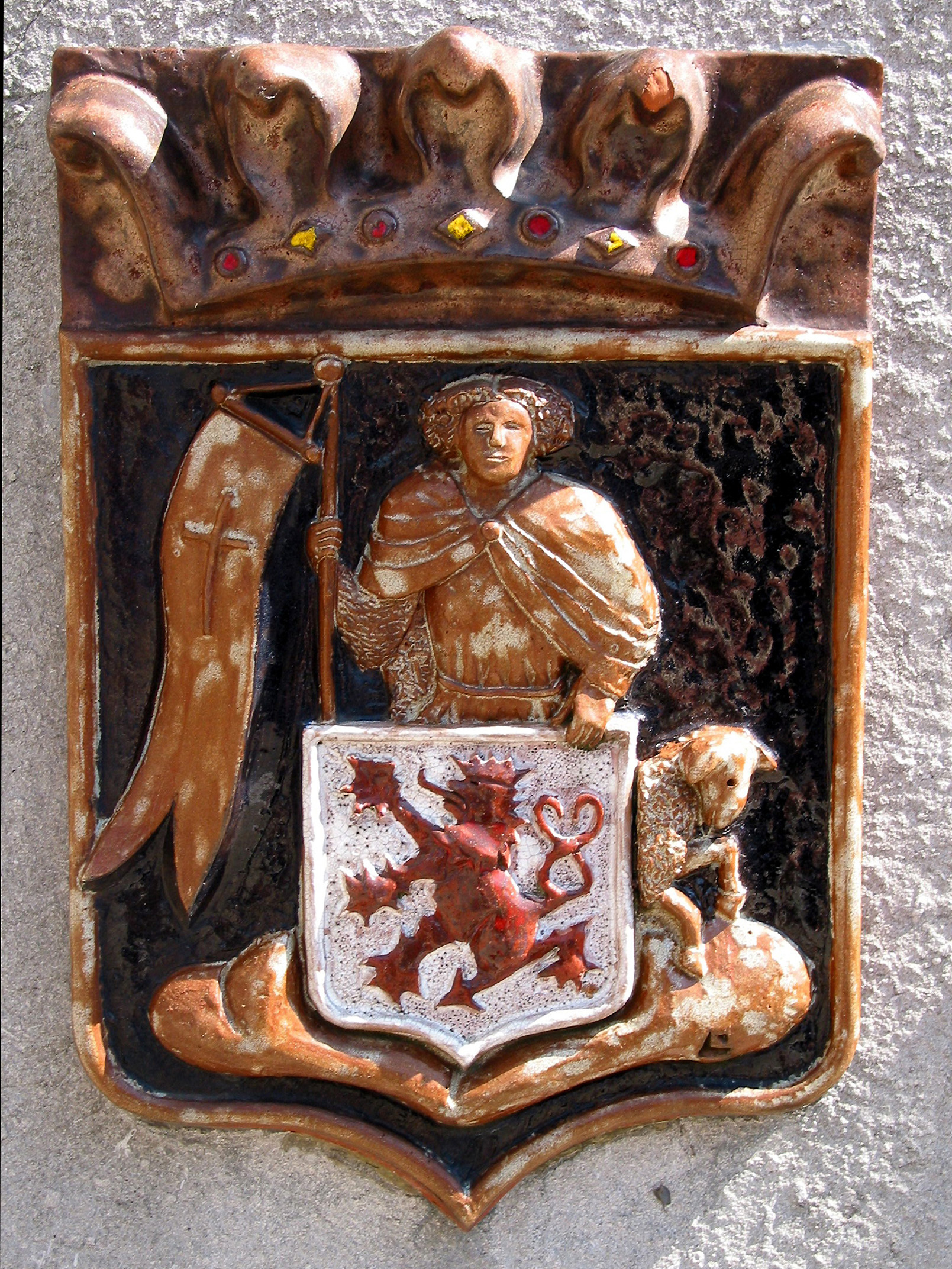
Het wapen van Herve.

De ouderdom van Herve is niet bekend. Mogelijk was er een Romeinse nederzetting. In het jaar 779 werd Angelgiagas genoemd, wat betrekking had op het huidige plaatsje José, behorend tot Battice.
In de Karolingische tijd omvatte Herve een aanzienlijk gebied, ongeveer 6.850 ha in oppervlakte. Er was ook een kapel, die in de 13e eeuw vervangen werd door een kerk, waarvan de huidige versterkte toren nog bestaat. Deze maakte deel uit van een stadskasteel. In 1270 verleende Walram IV, hertog van Limburg stadsrechten aan Herve. Het kasteel werd, in het kader van de Limburgse Successieoorlog, in 1283 bezet door de troepen van Reinoud I van Gelre, om van daar invallen in het Graafschap Dalhem te doen, wat onder invloed van het Hertogdom Brabant stond. Hertog Jan I van Brabant liet toen het kasteel verwoesten en de stad, samen met enkele dorpen in de omgeving, platbranden.
In 1384 werd de heerlijkheid Herve door Johanna van Brabant uitgegeven aan Jan van Gronsveld.
In 1465 werd Herve platgebrand door de Luikenaren. In 1487 werd Herve opnieuw geplunderd door de aanhangers van Van der Mark in hun strijd tegen de Prinsbisschop van Luik. Van 1566-1654 had Herve zwaar te lijden onder de godsdienstoorlogen. In 1655 werd de heerlijkheid der stad Herve door koning Filips IV van Spanje uitgegeven aan Anne-Marie de Barbieus, terwijl de ban van Herve al in 1644 was verkocht aan Guillaume de Caldenborg. In 1656 kwam de stad Herve aan Robert d'Aspremont Lyndenen bleef tot de revolutie in handen van diens erfgenamen.
In de tweede helft van de 17e eeuw had Herve te lijden onder de troepen van Lodewijk XIV van Frankrijk, maar toen het Oostenrijks gezag in 1713 werd gevestigd beleefde Herve een tijd van bloei.
Tot de opheffing van het hertogdom Limburg was Herve de hoofdplaats van een van de vijf Limburgse hoogbanken. De hoogbank (schepenbank) Herve vormde samen met de hoogbank Sprimont, die een exclave was, de Waalse hoogbanken van het Hertogdom Limburg (Quartier wallon). Dit in tegenstelling tot het overige en grootste deel van het Hertogdom Limburg waar Platdiets, een Limburgs dialect, werd gesproken.
Tijdens de Brabantse Omwenteling waren Herve en het hele hertogdom Limburg deel van de Verenigde Belgische Staten. Op 13 augustus 1790 hakte de Oostenrijkse generaal Blasius Columban von Bender het Belgische Patriottenleger in de pan tijdens de slag bij Herve.
Net als de rest van het hertogdom werd Herve bij de annexatie van de Zuidelijke Nederlanden door de Franse Republiek in 1795 opgenomen in het toen gevormde departement Ourthe. Na een korte tijd onder Nederlands gezag droegen de Hervenaren aanzienlijk bij aan de Belgische onafhankelijkheidsstrijd.
Op 4 augustus 1914 ondervonden de Duitse invasietroepen veel weerstand vanuit het Fort van Fléron. Hierop werd gereageerd door Battice en een groot deel van Herve in brand te steken. Bij deze actie op 8 augustus werden 38 burgers vermoord. Zo werd Herve de eerste ville martyre in België. De burgemeester tijdens de Eerste Wereldoorlog was Théophile Iserentant.
Van 1934-1937 werd het Fort van Battice aangelegd. Dit werd in mei 1940 belegerd door de binnenvallende nazi-troepen. Gedurende de 12 dagen van het beleg was sprake van zware artilleriebeschietingen en bombardementen vanuit de lucht. Eén verdwaalde bom kwam op de vijand terecht en doodde 28 Duitse militairen.
In de omgeving van Herve werd steenkool gewonnen. De Société anonyme des Charbonnages de Wérister was hier actief. Van 1594 tot 1969 waren er mijnen in bedrijf, aanvankelijk op kleine schaal, later op industriële schaal. Een kleinere activiteit betrof de productie van appelstroop.

## Bezienswaardigheden

### Stad Herve
- De Sint-Jan-de-Doperkerk uit de 17e eeuw. De toren van 49 meter hoog, is 13e-eeuws.
- Het Stadhuis van Herve
- Het Collège Royal Marie-Thérèse
- De Six Fontaines, een gebouw met 6 rondbogen. Aan de achterzijde bevinden zich 6 bronnen met bassins.
- Lu vî bon Dju, historisch huis van 1562
- Het Vieux Couvent, van 1733.
- Het Nouveau Couvent, van 1884.
- Het Sint-Elisabethhospitaal uit 1400. Herbouwd in 1652.
- Sint-Jozefkapel van 1733, vermoedelijk samen met het Vieux Convent opgericht, aan Avenue Reine Astrid 3, tegenwoordig in vervallen staat.
- Vakwerkhuis uit de 17e eeuw, aan Rue d'Elvaux 7
- Fontaine Denis Dumont, aan Rue Denis, 18e eeuw
- Boerderij "Nazareth", bestaande uit twee gebouwen, respectievelijk in renaissance- en in Lodewijk XIV-stijl.
- De Vieux Moulin, een 18e-eeuwse watermolen.
- De Sint-Theresiakapel uit 1928, nabij Rue Haute 58.

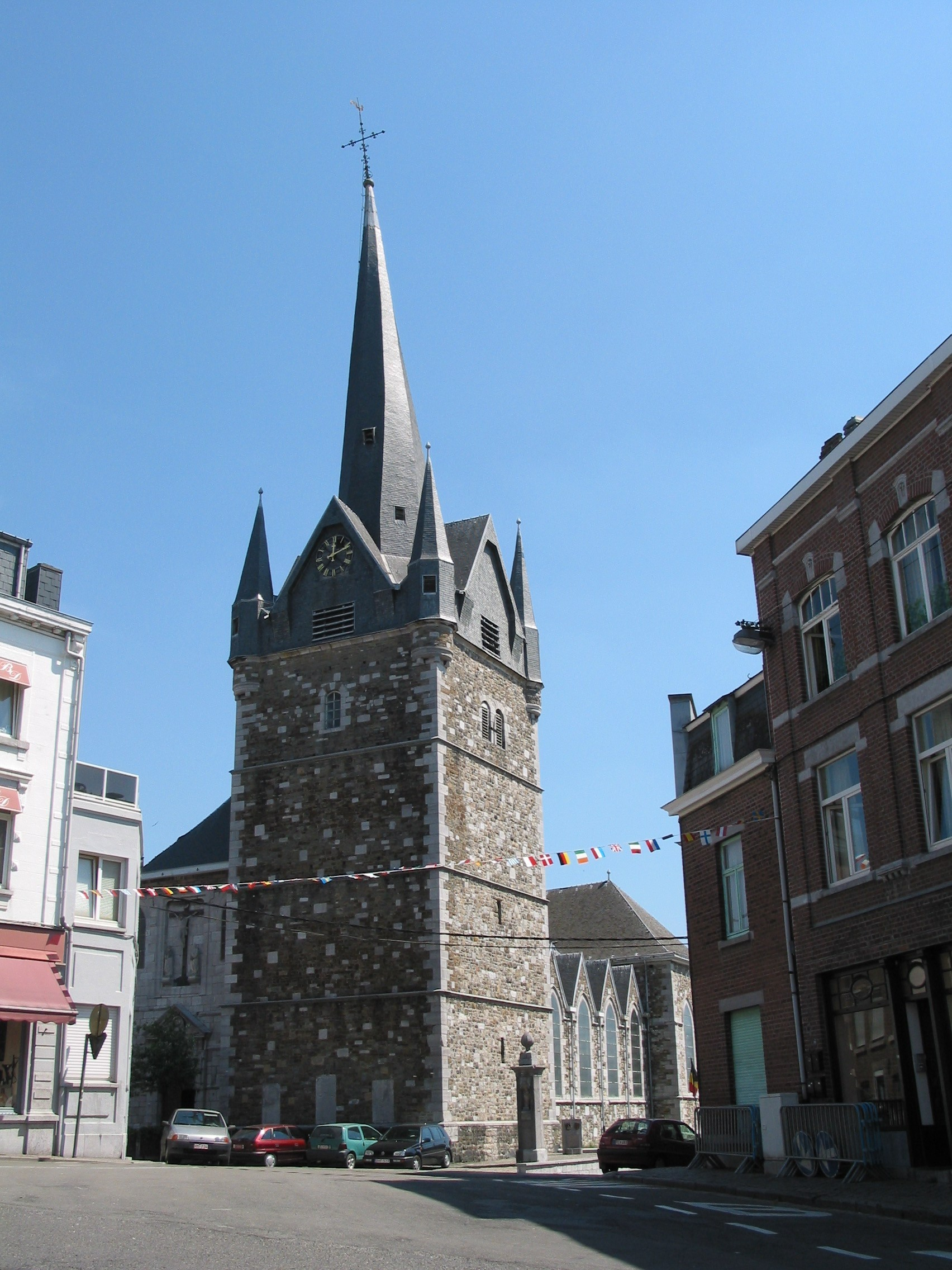
Kerk van H. Johannes de Doper in Herve met gedraaide torenspits
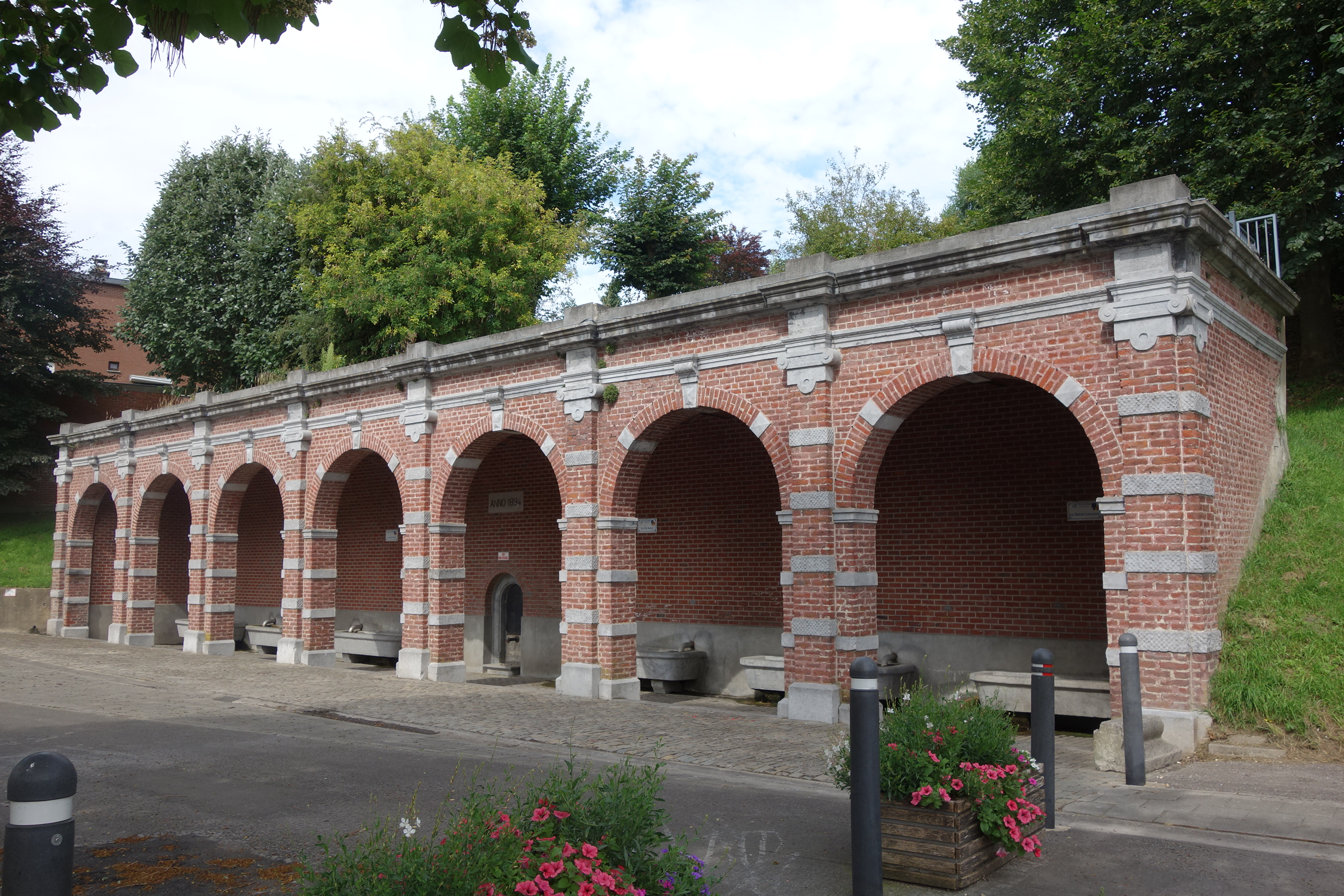
Vml. drink- en wasplaats Les Six Fontaines
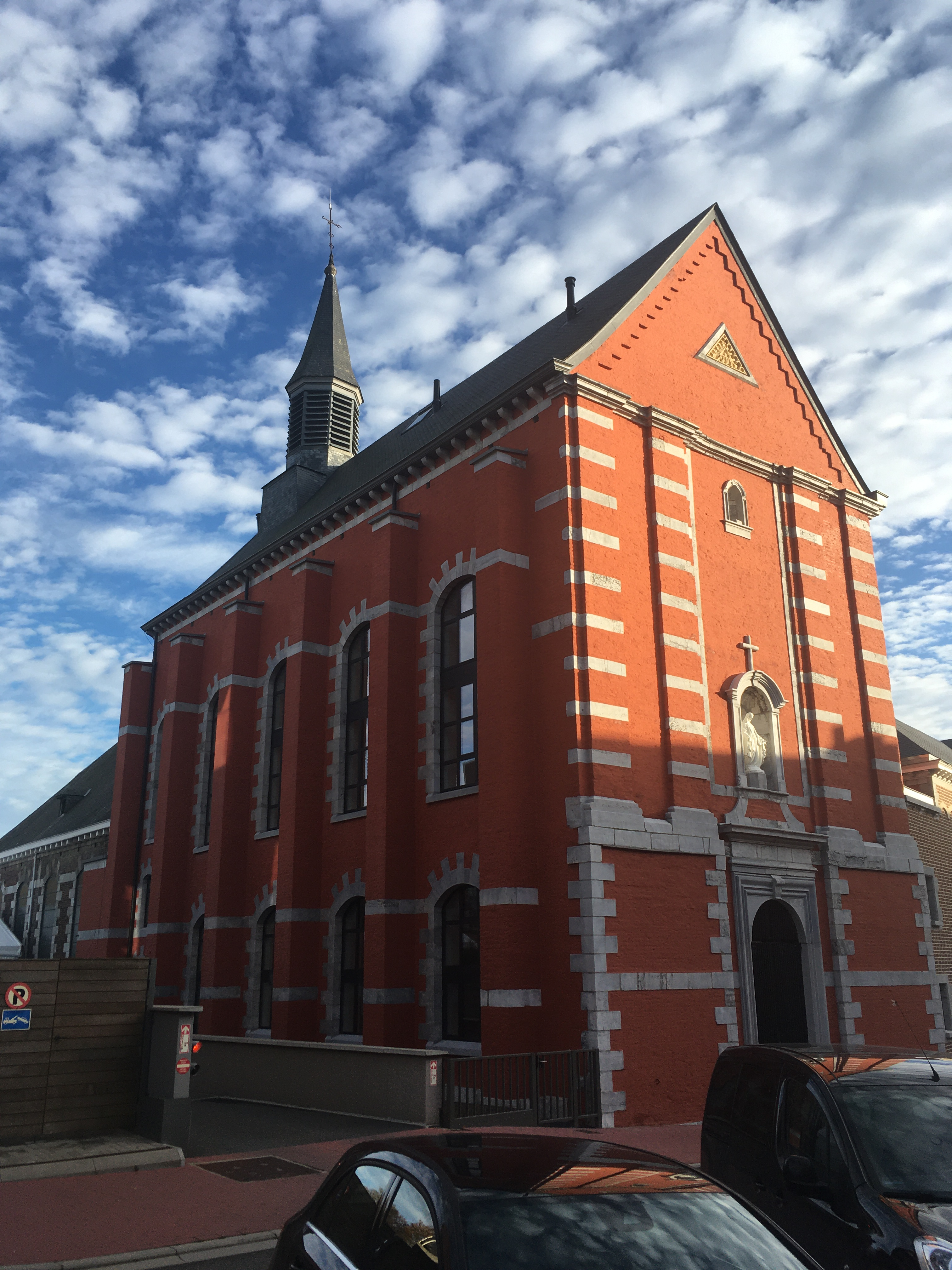
Vieux Couvent
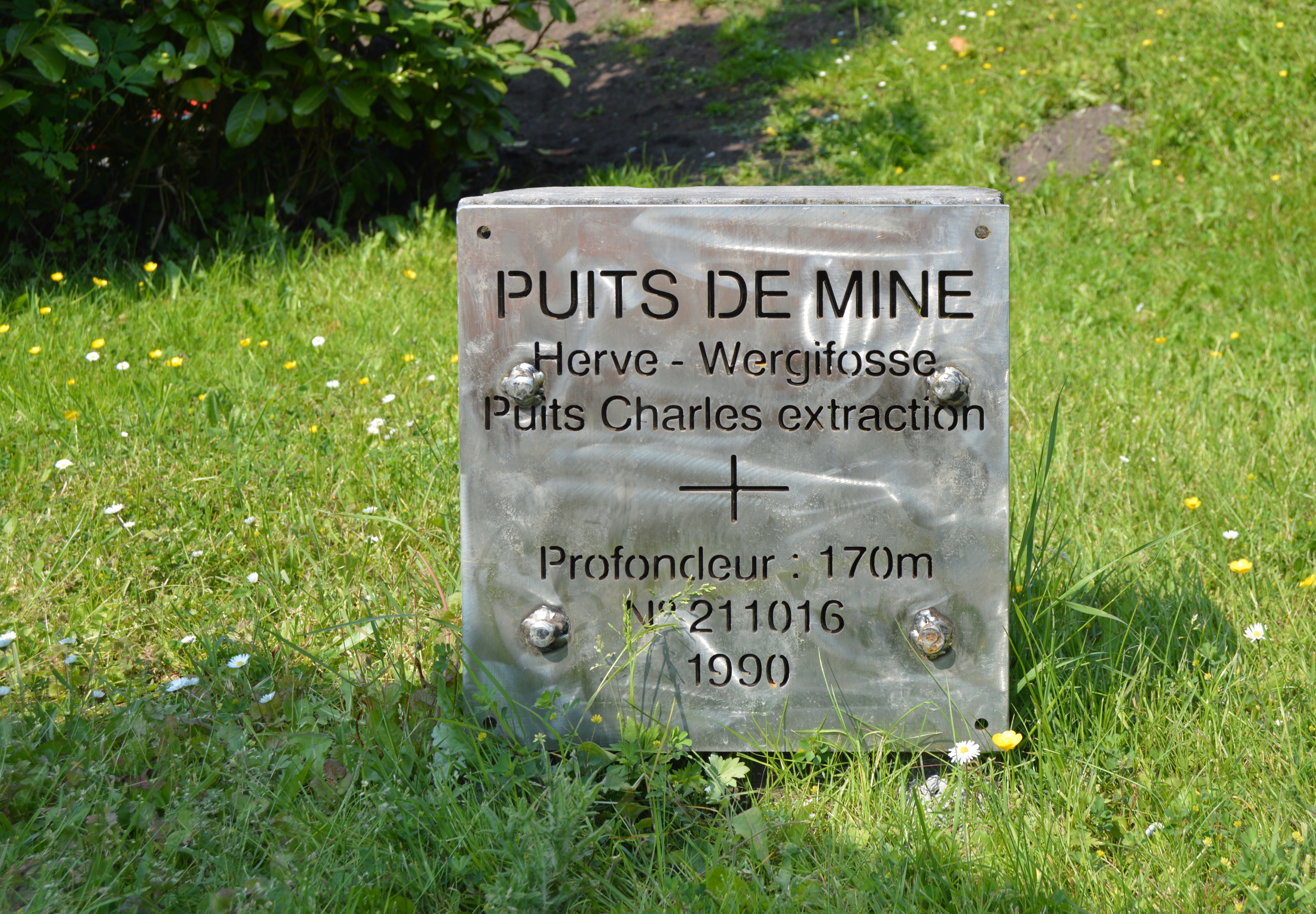
Gedenkplaat bij de voormalige mijnschacht Charles
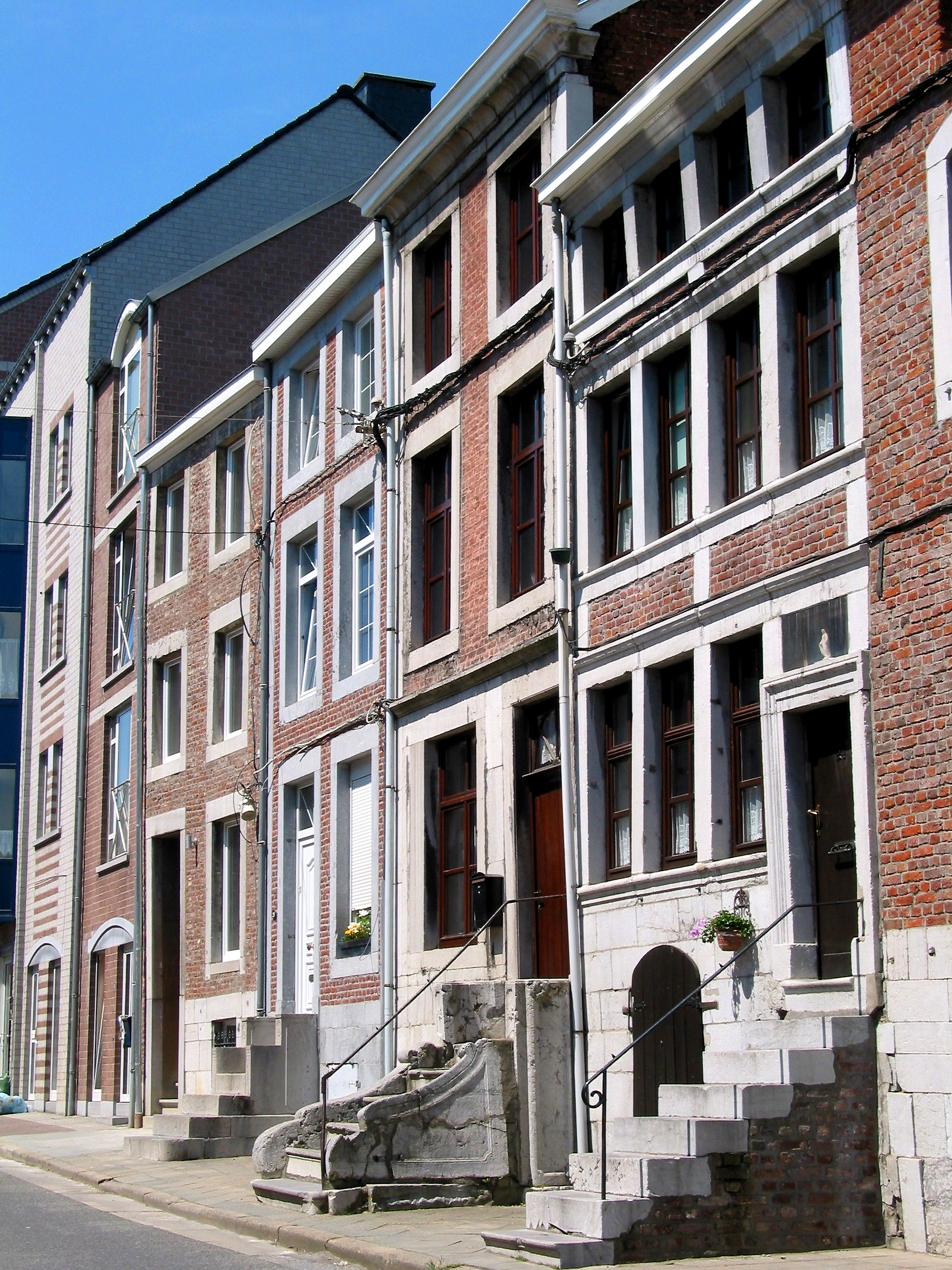
Een aantal markante huizen

### Elders in de gemeente
- Fort Battice, een van de forten rond Luik, met diverse observatiebunkers
- Gemeentehuis van Battice
- Kasteel van Crèvecœur in Battice
- Kasteel en kasteelboerderij van Bolland
- Croix de Charneux, groot stenen kruis op een heuvel
- Spijkerlinde van Coftice
- Kapel van Noblehaye
- Sint-Sebastiaankerk in Charneux
  - en diverse andere kerken en kapellen

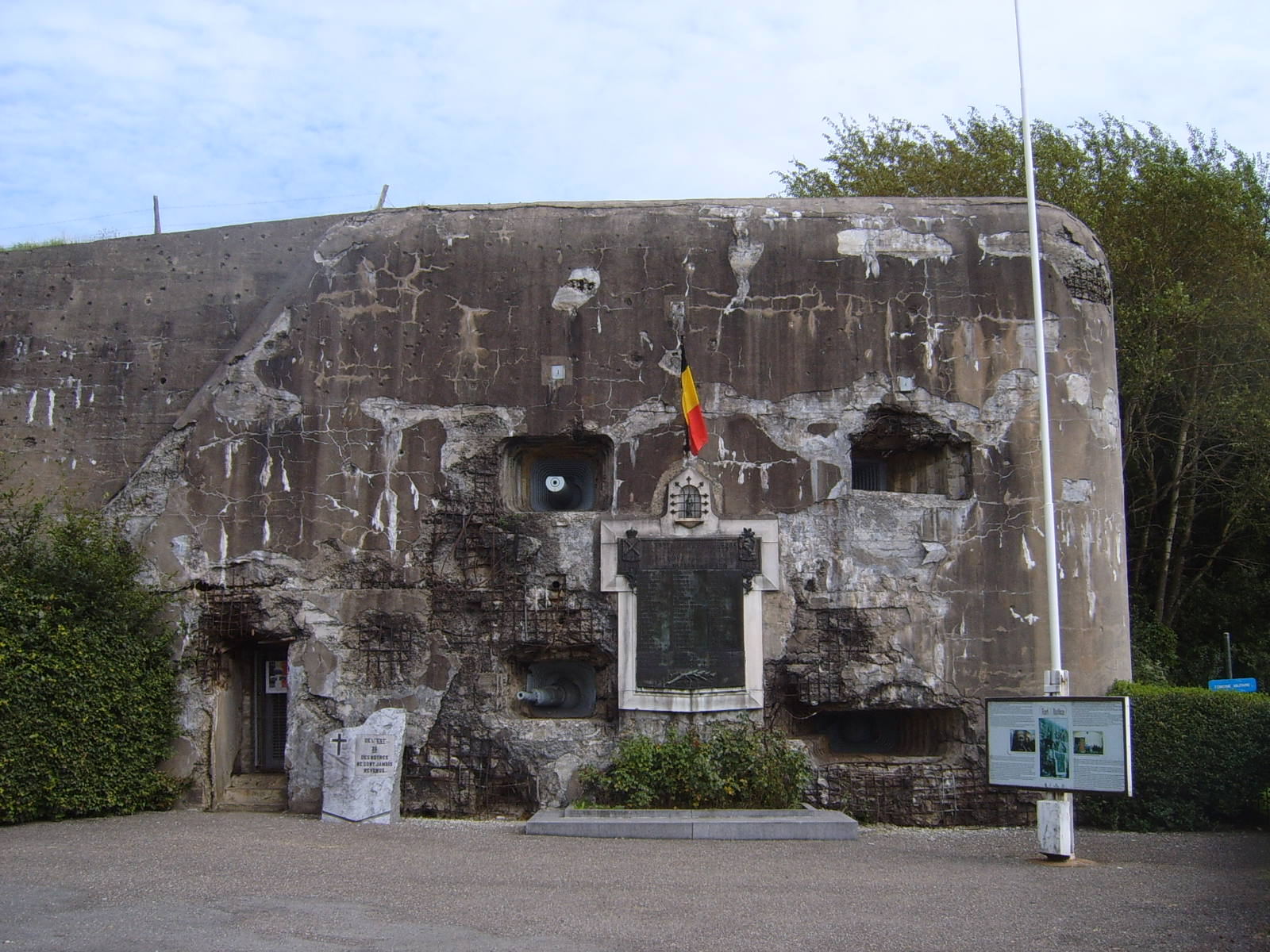
Fort Battice
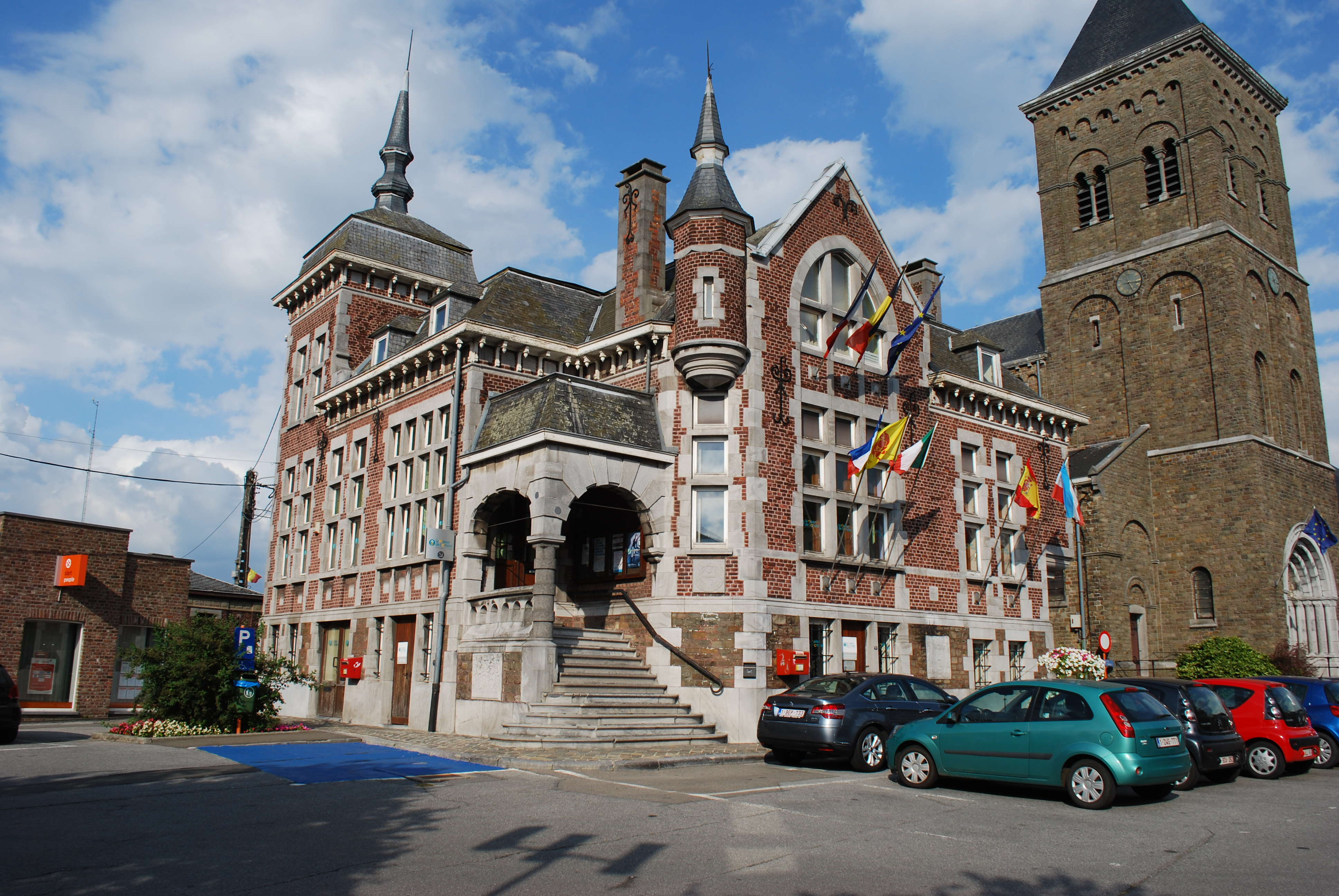
Gemeentehuis van Battice
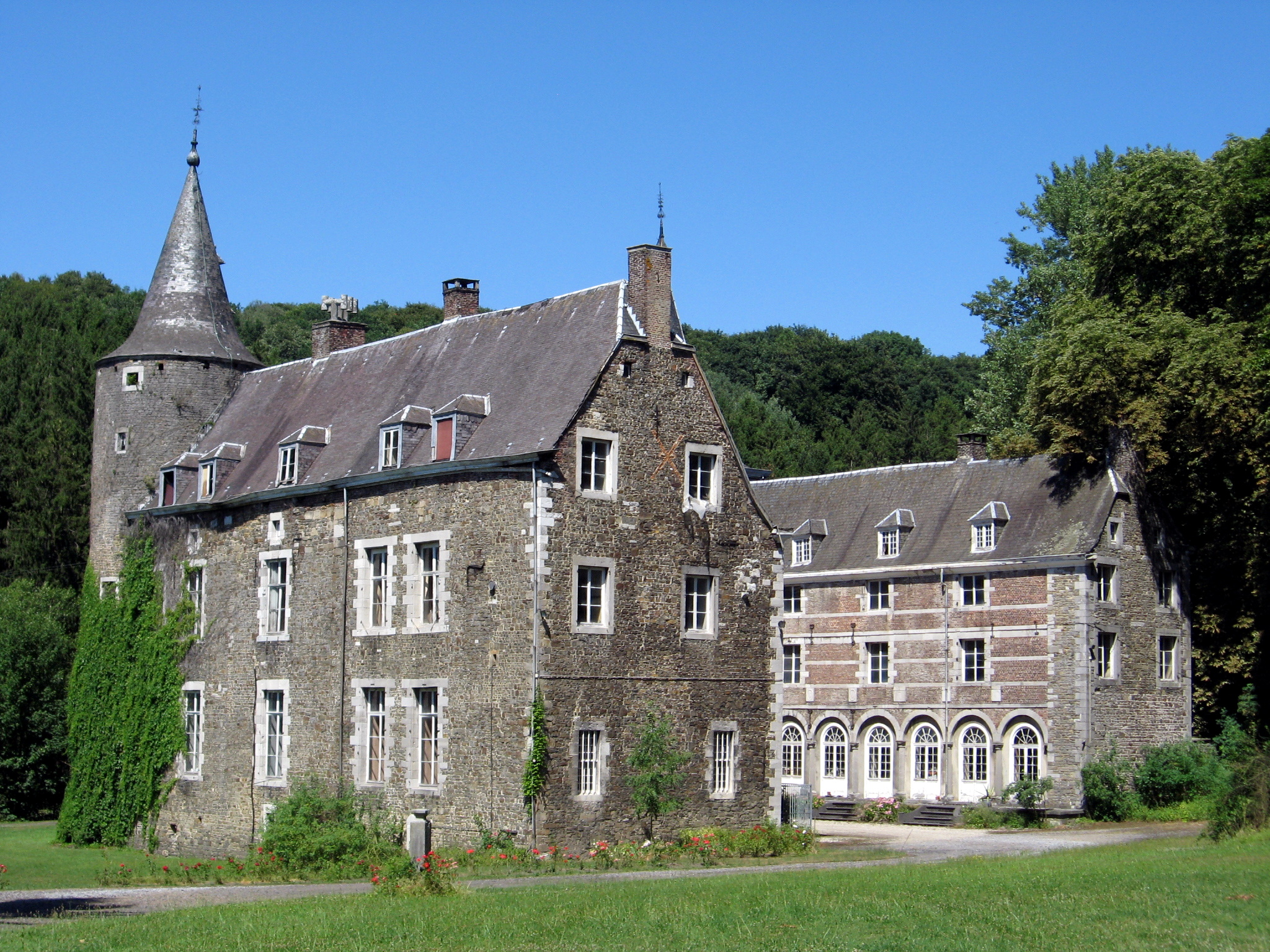
Kasteel van Bolland
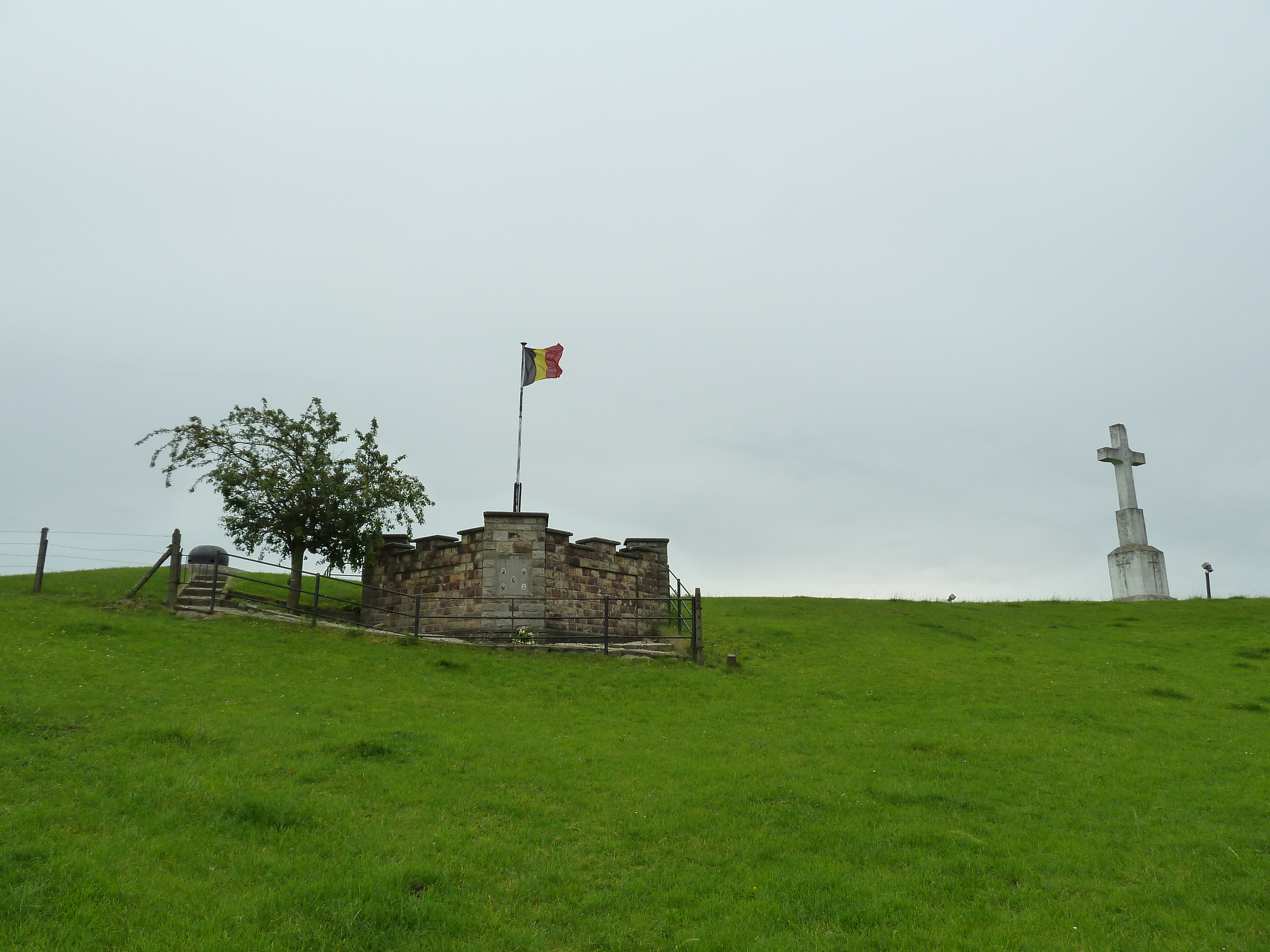
Croix de Charneux naast een observatiebunker
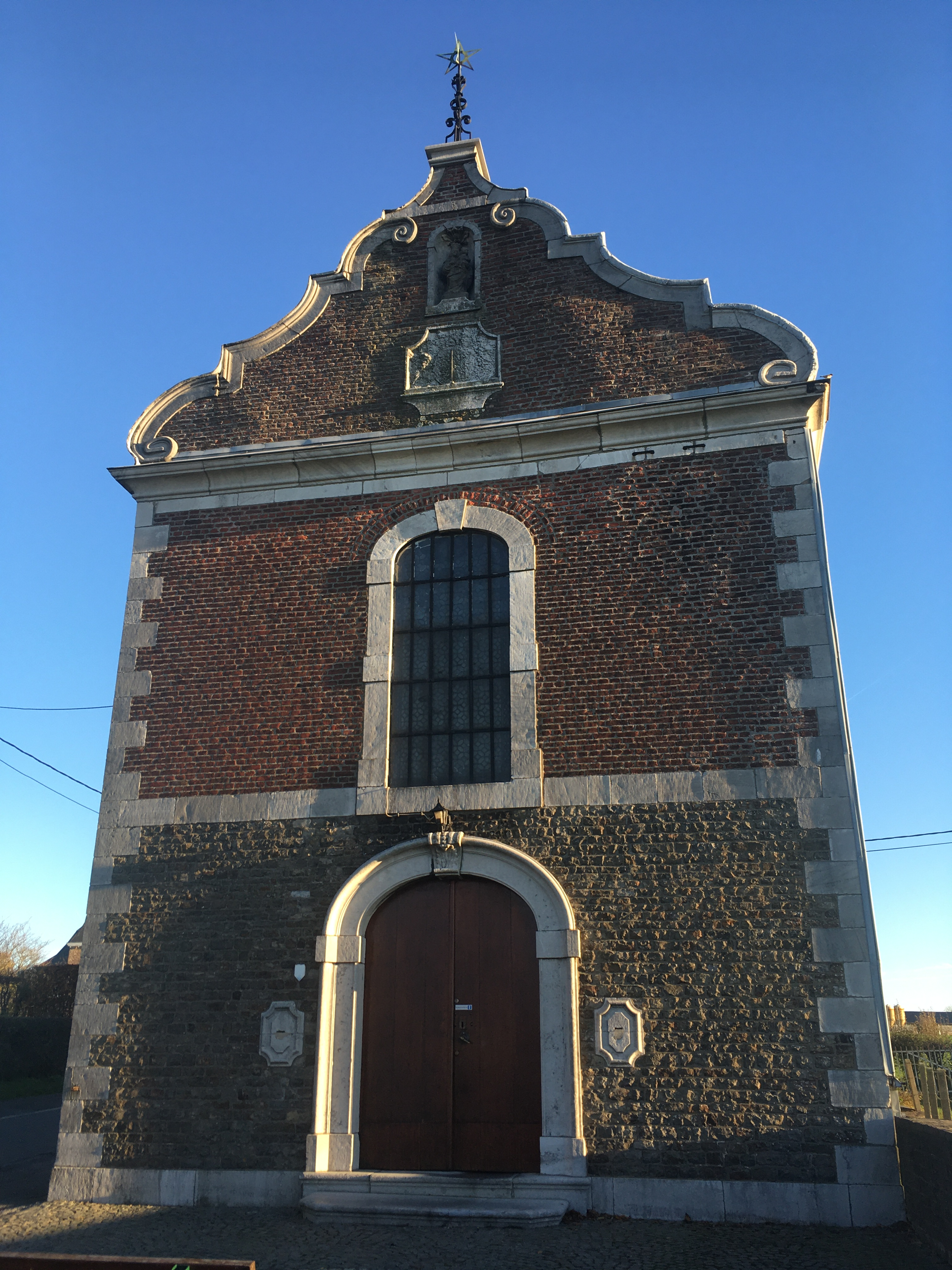
Kapel van Noblehaye

## Kernen

### Deelgemeenten
| # | Naam          | Opp. (km²) | Inwoners (2020) | Inwoners per km² | NIS-code |
| - | ------------- | ---------- | --------------- | ---------------- | -------- |
| 1 | Herve         | 1,97       | 4.293           | 2.182            | 63035A   |
| 2 | Charneux      | 14,26      | 1.604           | 112              | 63035B   |
| 3 | Battice       | 20,17      | 5.666           | 281              | 63035C   |
| 4 | Chaineux      | 4,32       | 1.494           | 346              | 63035D   |
| 5 | Grand-Rechain | 3,86       | 1.449           | 375              | 63035E   |
| 6 | Xhendelesse   | 3,56       | 1.717           | 482              | 63035F   |
| 7 | Bolland       | 6,21       | 971             | 156              | 63035G   |
| 8 | Julémont      | 2,50       | 426             | 170              | 63035H   |

### Overige kernen
Asse, Bellefontaine, Bruyères, José, Manaihant, Noblehaye en Renouprez.

## Geografie

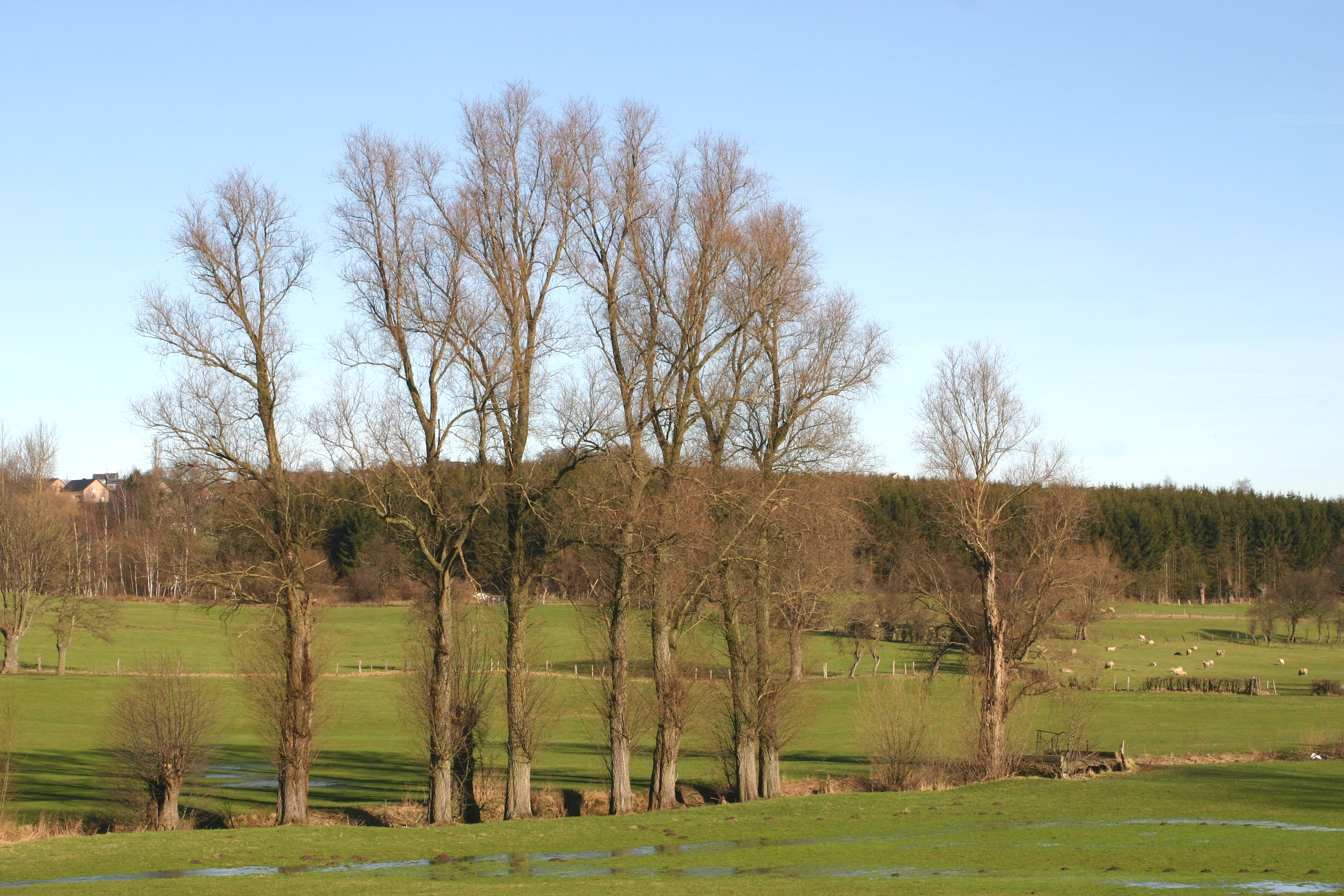
Vallei van de Magne bij Xhendelesse.

Herve ligt op het Plateau van Herve op een hoogte van ongeveer 310 meter, op de waterscheiding van de Vesder in het zuiden en de Berwijn in het noorden. Rond de stad zijn er meerdere bronnen waar diverse beken ontspringen. Ten oosten van de kom van Herve in de buurtschap Hac ontspringt de Ruisseau du Hac, die ten zuiden van de stad stroomt en verder gaat als de Magne. In het zuidwesten bij het dorp José ontspringt een beek die in de Magne uitmondt en die de gemeentegrens vormt met Soumagne. Ten westen van Herve ontspringt de Ruisseau de Noblehaye die noordwaarts stroomt en eveneens de gemeentegrens vormt. Deze mondt in Bolland uit in het gelijknamige riviertje, die op haar beurt ontspringt in het gehucht Gurné, ten noordwesten van Herve. Ten noorden van de stad ontspringen diverse beken zoals de Monty en Rosmel, die verder gaan als Ruisseau d'Asse, die de gemeentegrens vormt met Dalhem en die net als de Bolland in de Berwijn uitmondt. In het noordoosten vormen de Ruisseau de Bèfve en de Berwijn de gemeentegrens. In het uiterste zuiden van de gemeente, bij Grand-Rechain, ontspringt Le Bola, die via de Ry de Vaux in de Vesder uitmondt. In het oosten ontspringt de Ruisseau de Chaineux bij het gelijknamige dorp; deze stroomt via Dison naar de Vesder.

### Natuur en landschap
Het grondgebied van de deelgemeente Herve wordt geheel omsloten door dat van Battice. Tussen Herve en Battice ligt een betrekkelijk groot bedrijventerrein dat zich in noordelijke richting uitstrekt tot aan de voormalige Spoorlijn 38, die tot fietspad is omgevormd. De rest van de gemeente heeft, net als het gehele Land van Herve, een landelijk karakter met veel weilanden. De gemeente is vrij dunbevolkt met ruim 300 inwoners per km².

## Folklore

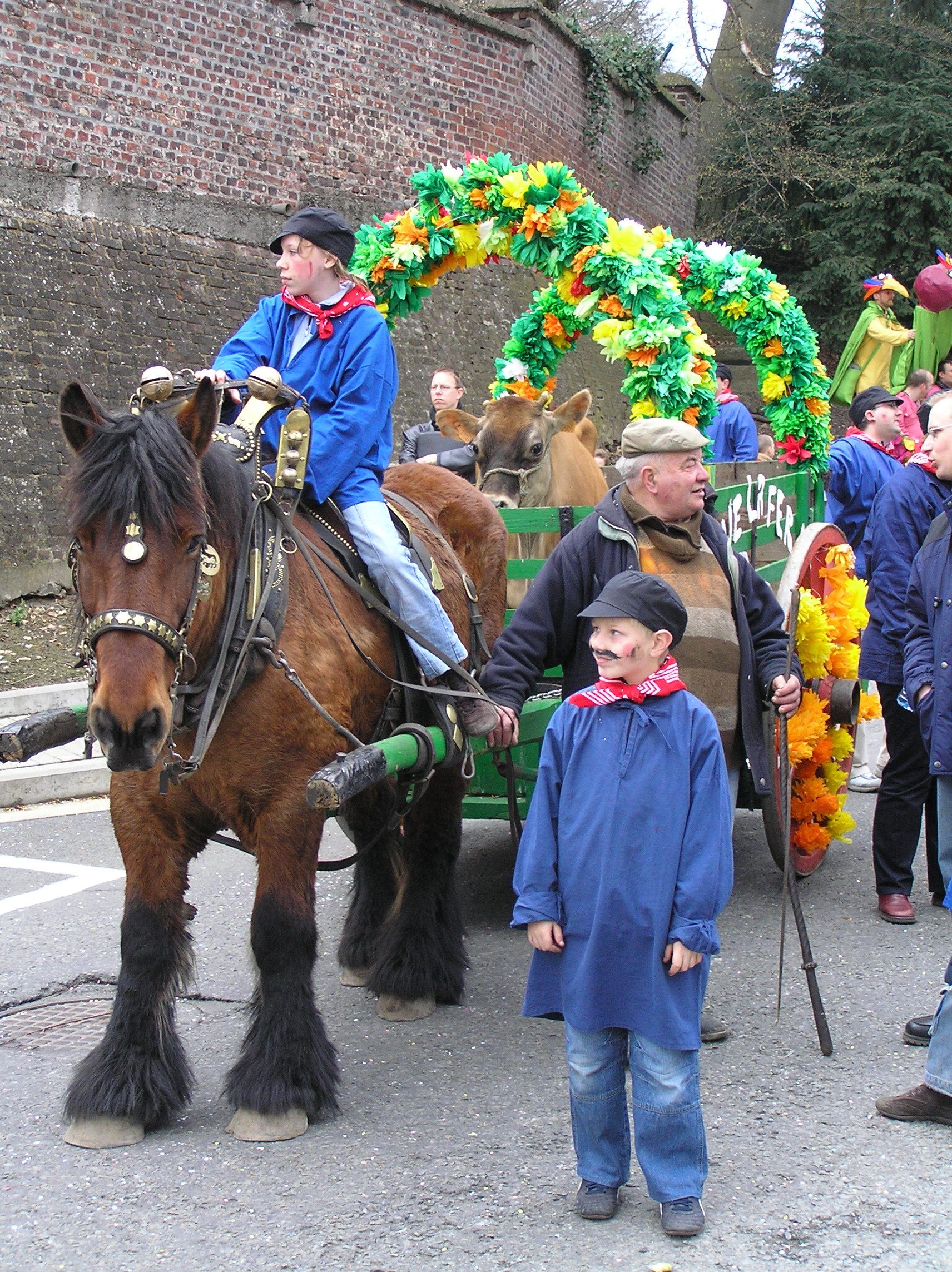
Wagen van de Cavalcade in Herve.

De Cavalcade is een van de belangrijkste evenementen van Herve en vindt ieder jaar plaats op paasmaandag. Het is een carnavalstoet waarbij de wagens door paarden getrokken worden. De Cavalcade wordt reeds georganiseerd sinds 1880.
Op Aswoensdag werd vroeger een soort begrafenisstoet georganiseerd waarbij een bot werd begraven en een kruis werd gedragen waarop vissen waren aangebracht. Dit symboliseerde het begin van de veertigdaagse vastentijd, waarin geen vlees, maar wel vis, mocht worden gegeten. Na afloop van deze "begrafenis" werd overigens niet de kerk, maar veeleer de kroeg opgezocht.

## Demografie

### Demografische ontwikkeling voor de fusie
- Bronnen:NIS, Opm:1831 tot en met 1970=volkstellingen; 1976 = inwoneraantal op 31 december

### Demografische ontwikkeling van de fusiegemeente
Alle historische gegevens hebben betrekking op de huidige gemeente, inclusief deelgemeenten, zoals ontstaan na de fusie van 1 januari 1977.
- Bronnen:NIS, Opm:1831 tot en met 1981=volkstellingen; 1990 en later= inwonertal op 1 januari

| Inwoners van jaar tot jaar op 1 januari 1992 tot heden | Inwoners van jaar tot jaar op 1 januari 1992 tot heden | Inwoners van jaar tot jaar op 1 januari 1992 tot heden |
| jaar                                                   | Aantal                                                 | Evolutie: 1992=index 100                               |
| ------------------------------------------------------ | ------------------------------------------------------ | ------------------------------------------------------ |
| 1992                                                   | 15.744                                                 | 100,0                                                  |
| 1993                                                   | 15.954                                                 | 101,3                                                  |
| 1994                                                   | 15.985                                                 | 101,5                                                  |
| 1995                                                   | 16.070                                                 | 102,1                                                  |
| 1996                                                   | 16.182                                                 | 102,8                                                  |
| 1997                                                   | 16.204                                                 | 102,9                                                  |
| 1998                                                   | 16.260                                                 | 103,3                                                  |
| 1999                                                   | 16.472                                                 | 104,6                                                  |
| 2000                                                   | 16.469                                                 | 104,6                                                  |
| 2001                                                   | 16.479                                                 | 104,7                                                  |
| 2002                                                   | 16.584                                                 | 105,3                                                  |
| 2003                                                   | 16.573                                                 | 105,3                                                  |
| 2004                                                   | 16.680                                                 | 105,9                                                  |
| 2005                                                   | 16.798                                                 | 106,7                                                  |
| 2006                                                   | 16.772                                                 | 106,5                                                  |
| 2007                                                   | 16.740                                                 | 106,3                                                  |
| 2008                                                   | 16.761                                                 | 106,5                                                  |
| 2009                                                   | 16.793                                                 | 106,7                                                  |
| 2010                                                   | 16.975                                                 | 107,8                                                  |
| 2011                                                   | 17.116                                                 | 108,7                                                  |
| 2012                                                   | 17.166                                                 | 109,0                                                  |
| 2013                                                   | 17.224                                                 | 109,4                                                  |
| 2014                                                   | 17.323                                                 | 110,0                                                  |
| 2015                                                   | 17.371                                                 | 110,3                                                  |
| 2016                                                   | 17.533                                                 | 111,4                                                  |
| 2017                                                   | 17.638                                                 | 112,0                                                  |
| 2018                                                   | 17.598                                                 | 111,8                                                  |
| 2019                                                   | 17.609                                                 | 111,8                                                  |
| 2020                                                   | 17.620                                                 | 111,9                                                  |
| 2021                                                   | 17.473                                                 | 111,0                                                  |
| 2022                                                   | 17.674                                                 | 112,3                                                  |
| 2023                                                   | 17.842                                                 | 113,3                                                  |
| 2024                                                   | 17.850                                                 | 113,4                                                  |
| 2025                                                   | 17.784                                                 | 113,0                                                  |

## Politiek

### Resultaten gemeenteraadsverkiezingen sinds 1976
| Partij               | Partij               | 10-10-1976 | 10-10-1976 | 10-10-1982 | 10-10-1982 | 9-10-1988 | 9-10-1988 | 9-10-1994 | 9-10-1994 | 8-10-2000 | 8-10-2000 | 8-10-2006 | 8-10-2006 | 14-10-2012 | 14-10-2012 | 14-10-2018 | 14-10-2018 | 13-10-2024 | 13-10-2024 |
| Stemmen / Zetels     | Stemmen / Zetels     | %          | 23         | %          | 23         | %         | 23        | %         | 25        | %         | 25        | %         | 25        | %          | 25         | %          | 25         | %          | 25         |
| -------------------- | -------------------- | ---------- | ---------- | ---------- | ---------- | --------- | --------- | --------- | --------- | --------- | --------- | --------- | --------- | ---------- | ---------- | ---------- | ---------- | ---------- | ---------- |
|                      | PS                   | 31,18      | 7          | 22,83      | 5          | 22,21     | 5         | 20,0      | 4         | 20,42     | 5         | 15,74     | 3         | 11,45      | 2          | 16,29      | 3          | 12,94      | 2          |
|                      | PRL1 / HDM2          | -          |            | -          |            | 10,831    | 1         | 16,272    | 3         | 27,32     | 7         | 38,092    | 11        | 52,392     | 15         | 52,372     | 14         | 53,442     | 14         |
|                      | Ensemble Pour HerveA | -          |            | -          |            | -         |           | -         |           | -         |           | -         |           | -          |            | 31,34A     | 8          | 33,62A     | 9          |
|                      | PSC1 / cdH2          | 63,991     | 16         | 53,81      | 14         | 66,041    | 17        | 63,731    | 18        | 41,111    | 11        | 37,682    | 10        | 25,312     | 7          | 31,34A     | 8          | 33,62A     | 9          |
|                      | ECOLO                | -          |            | -          |            | -         |           | -         |           | 11,17     | 2         | 8,5       | 1         | 8,11       | 1          | 31,34A     | 8          | 33,62A     | 9          |
|                      | DCI                  | -          |            | 8,62       | 1          | -         |           | -         |           | -         |           | -         |           | -          |            | -          |            | -          |            |
|                      | RC                   | -          |            | 14,75      | 3          | -         |           | -         |           | -         |           | -         |           | -          |            | -          |            | -          |            |
| Anderen(*)           | Anderen(*)           | 4,83       | 0          | -          |            | 0,92      | 0         | -         |           | -         |           | -         |           | 2,74       | 0          | -          |            | -          |            |
| Totaal stemmen       | Totaal stemmen       | 7945       | 7945       | 9122       | 9122       | 9907      | 9907      | 10607     | 10607     | 11228     | 11228     | 11801     | 11801     | 11805      | 11805      | 12316      | 12316      | 12073      | 12073      |
| Opkomst %            | Opkomst %            |            |            |            |            | 95,24     | 95,24     | 94,4      | 94,4      | 93,12     | 93,12     | 94,05     | 94,05     | 90,14      | 90,14      | 90,87      | 90,87      | 87,78      | 87,78      |
| Blanco en ongeldig % | Blanco en ongeldig % | 3,68       | 3,68       | 6,33       | 6,33       | 4,68      | 4,68      | 5,35      | 5,35      | 5,93      | 5,93      | 4,96      | 4,96      | 5,07       | 5,07       | 7,57       | 7,57       | 7,16       | 7,16       |

(*) 1976: PCB (4,83%) / 1988: FWDP (0,92%) / 2012: MCR (2,74%)
De grootste partij is in kleur.

### Burgemeesters
- 2012-2018 Pierre-Yves Jeholet
- 2019-heden Marc Drouguet

## Sport

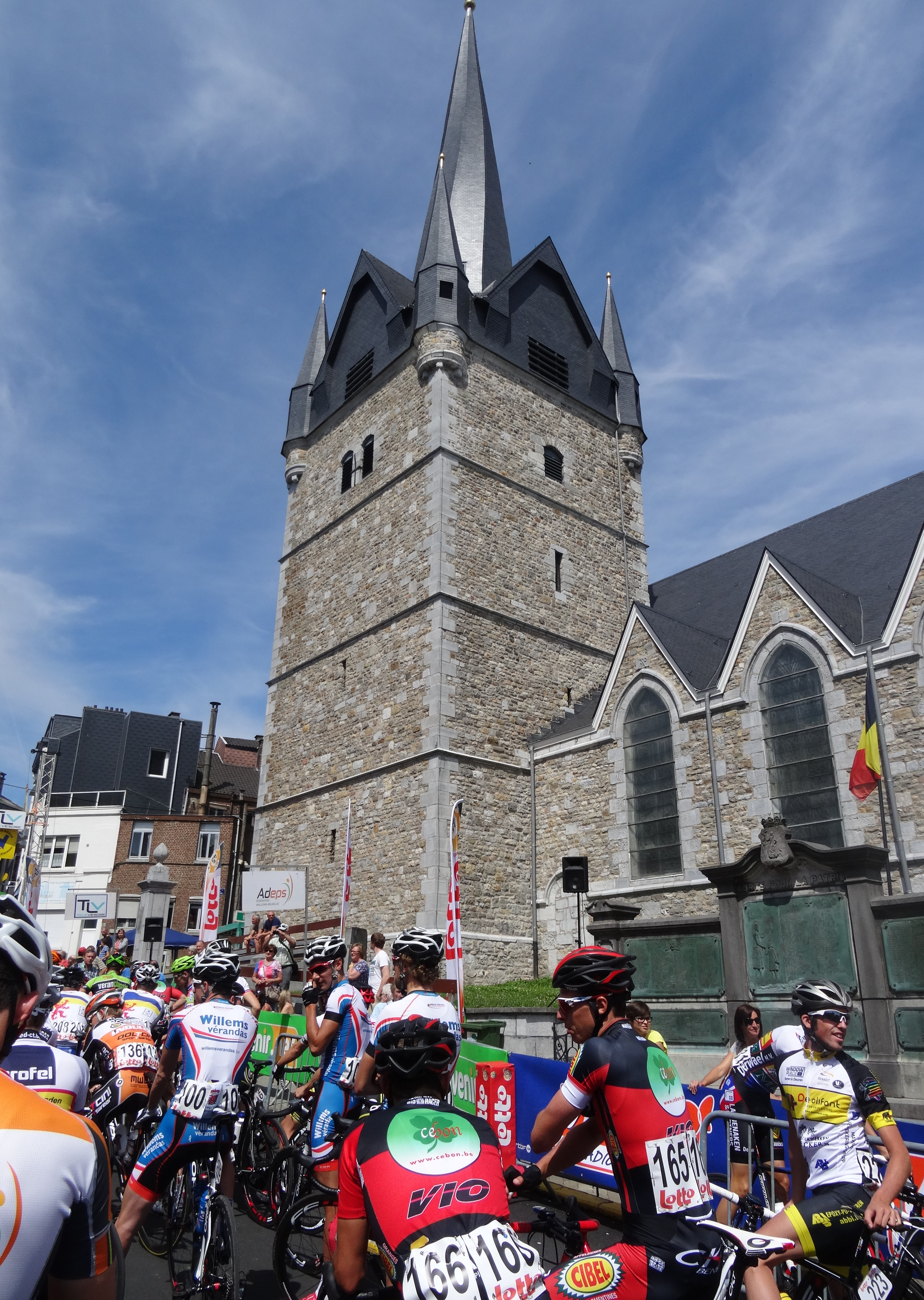
Start van de Ardense Pijl in 2014 naast de kerk in Herve.

Vanwege de ligging in het heuvelachtige Land van Herve is de stad regelmatig start- en aankomstplaats voor wielerkoersen, zoals de Waalse Pijl, de Ardense Pijl en etappes in de Ronde van Wallonië.

## Transport
Herve en Battice liggen aan de N3, die tussen Luik en Aken ook wel Route Charlemagne genoemd wordt. Parallel hieraan lopen de voormalige Spoorlijn 38 (tegenwoordig RAVeL-fietspad), de hogesnelheidslijn HSL 3 en de autosnelweg E40, die bij het knooppunt Battice aansluit op de E42 naar het zuiden. Door Julémont en Battice loopt verder nog de N627, die Maastricht met Verviers verbindt.

## Geboren in Herve
- Charles-Lambert Doutrepont (1746-1809), jurist
- Mathieu Leclercq (1796-1889), liberaal politicus
- Pierre Lys (1779-1849), volksvertegenwoordiger
- Leonard Neujean (1799-1852), Nederlands burgemeester
- André Piters (1931-2014), voetballer

## Nabijgelegen kernen
Manaihant, Micheroux